# 지방도 제532호선
지방도 제532호선은 충청북도 충주시 동량면 사암리 사암 교차로에서 제천시 금성면을 거쳐 단양군 어상천면 연곡리 연곡삼거리를 잇는 충청북도의 지방도이다.
충주시 동량면 지동리에서 제천시 청풍면 부산리를 잇는 호반로 약 17 km 구간은 비포장 구간이며 2024년 5월 현재 포장 공사가 진행 중이다. 제천시 금성면 구룡교차로 ~ 양화사거리 구간은 국가지원지방도 제82호선과 중첩되며, 단양군 매포읍 평동삼거리 ~ 하시삼거리 구간은 국도 제5호선과 중첩된다.
2017년 7월 7일 노선 변경으로 인해 기점이 충주시 동량면 용교리 용교사거리에서 대전리 금가 교차로로 변경되어 충주시 동량면 용교리 용교사거리 ~ 달미마을 200m 구간이 폐지되었으며, 제천시 금성면 구룡리 구룡 교차로에서 남제천 나들목과 길마재 고개를 경유하여 단양군 적성면 소야리 16.5km 구간을 폐지하고 제천시 청풍면 학현리와 갑오고개를 경유하는 경로로 변경되었다.

## 역사
충주댐 건설로 인해 충주호 북부지방 일대 마을을 잇는 도로가 수몰되면서 침수되지 않은 마을들을 잇기 위해 건설된 도로이며 1984년 4월 28일에 충주시 동량면 손동리에서 제천시 청풍면 부산리까지 약 13.8km 구간 도로가 착공되어 1985년 6월 4일에 준공되었다. 1985년 4월 11일에 금성면에서 청풍면 부산리까지 약 17.8km 구간 도로가 착공되어 1985년 7월 25일에 준공되었다.
- 2002년 9월 16일 : 단양군 적성면 각기리 ~ 매포읍 평동리 1.8km 구간 개통[2]
- 2003년 2월 14일 : 노선 폐지 및 재지정[3]
- 2008년 7월 4일 : 부산 ~ 사오간 도로 확포장공사로 인해 1.4km 구간 도로구역 변경[4]
- 2008년 12월 26일 : 지방도 도로구역 지정[5]
- 2009년 10월 9일 : 황석 ~ 구룡간 도로(제천시 금성면 월굴리 ~ 구룡리) 3.08km 구간 확장 개통[6]
- 2010년 1월 11일 : 제천시 청풍면 부산리 1.4km 구간 개통[7]
- 2013년 3월 15일 : 후산 ~ 황석간 도로 확포장공사로 인해 제천시 청풍면 후산리 ~ 황석리 2.3km 구간 도로구역 변경[8]
- 2017년 1월 6일 : 2018년 12월 31일까지 하시 도로 확포장공사로 인해 단양군 매포읍 하시리 610m 구간 도로구역 변경[9]
- 2017년 4월 28일 : 2017년 7월 31일까지 후산 ~ 황석간 도로 공사로 인해 제천시 청풍면 후산리 ~ 황석리 2.3km 구간 도로구역 변경[10]
- 2017년 7월 7일 : 기점을 충주시 동량면 용교리에서 충주시 동량면 대전리로 변경 및 기존 충주시 동량면 용교리 200m 구간 폐지. 제천시 금성면 구룡리 구룡 교차로에서 남제천 나들목과 길마재 고개를 경유하여 단양군 적성면 소야리까지 16.5km 구간을 폐지하고 제천시 청풍면 학현리와 갑오고개를 경유하는 경로로 변경[11]
- 2022년 2월 1일 : 기점을 충주시 동량면 대전리 금가 교차로에서 사암리 사암 교차로로 변경 및 사암 교차로 ~ 용교사거리 ~ 달미 구간으로 노선 변경함.[12]

## 주요 경유지
- 충주시
  - 동량면 사암 교차로 - 용교사거리 - (달미) - 충주자연생태체험관 - 조동교 - 동량교 - 탑평삼거리 - 압평교 - 장선1교 - 장선2교 - 손동리 - 하천대교 - 충주호리조트 - 하천리 - 금잠교 - 지동리 - 비포장구간

- 제천시
  - 청풍면 (비포장구간 : 진목리 - 오산리 - 방흥리 - 단돈리 - 부산리) - 부산교 - 사오리 - 후산리 - (비포장구간 및 1차선 구간 : 황석리)
  - 금성면 (비포장구간 및 1차선 구간 : 성내리) - 월굴리 - 월굴교 - 구룡교 - 구룡 교차로 - 높은다리 - 성내리
  - 청풍면 청풍리조트 - 청풍랜드 - (학현입구) - 학현교 - 학현리 - 학현2교 - 갑오고개

- 단양군
  - 적성면 갑오고개 - 소야리 - (소야교 하부) - 각기삼거리 - 각기3교 - 북단양 나들목
  - 매포읍 각기2교 - 평동사거리 - 각기1교 - 평동1리 - 매포중학교 - 평동교 - 평동삼거리 - 평동직행버스정류소 - 매포초등학교 - 하시삼거리 - 하시리 - 상괴삼거리 - 덕문곡재(해발 430m)
  - 어상천면 덕문곡재(해발 430m) - 덕문곡리 - 약물교 - 송지교 - 전곡교 - 앞실교 - 마치교 - 모실교 - 연곡리 - 연곡삼거리

## 중복 구간
- 충주시 동량면 조동교 남단 ~ 탑평삼거리 : 지방도 제531호선과 중복
- 제천시 금성면 구룡 교차로 ~ 청풍면 (학현입구) : 국가지원지방도 제82호선과 중복
- 단양군 매포읍 평동삼거리 ~ 하시삼거리 : 국도 제5호선과 중복

## 도로명
- 충주시 동량면 사암 교차로 ~ 용교사거리 : 중원대로
- 충주시 동량면 용교사거리 ~ 용교리(달미) : 대미길
- 충주시 동량면 용교리(달미) ~ 조동교 남단 : 지등로
- 충주시 동량면 조동교 남단 ~ 탑평삼거리 : 동산로
- 충주시 동량면 탑평삼거리 ~ 제천시 금성면 구룡 교차로 : 호반로
- 제천시 금성면 구룡 교차로 ~ 청풍면 (학현입구) : 청풍호로
- 제천시 청풍면 (학현입구) ~ 단양군 적성면 (소야교 하부) : 학현소야로
- 단양군 적성면 (소야교 하부) ~ 매포읍 평동1리 : 적성로
- 단양군 매포읍 평동1리 ~ 평동삼거리 : 평동1로
- 단양군 매포읍 평동삼거리 ~ 하시삼거리 : 단양로
- 단양군 매포읍 하시삼거리 ~ 어상천면 연곡삼거리 : 매포어상천로